# Лампа бегущей волны

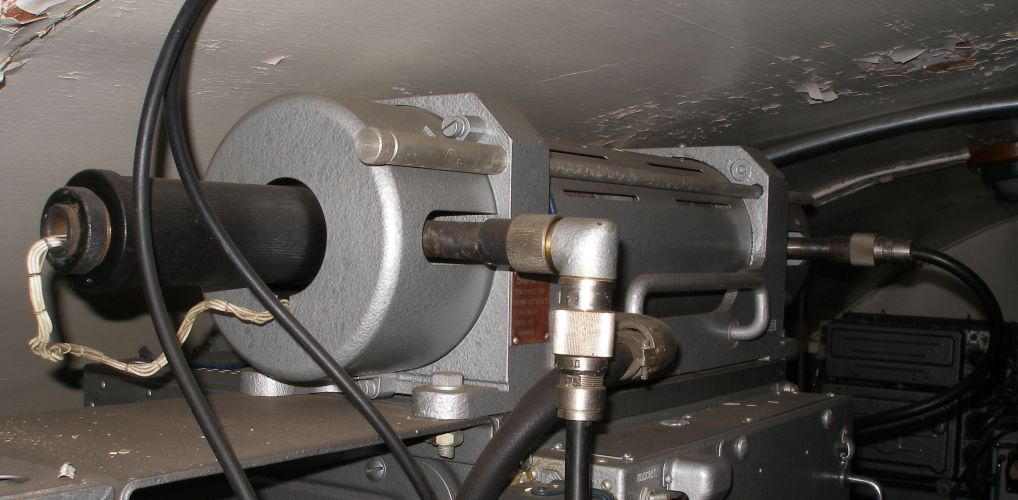
Лампа бегущей волны в корпусе

Лампа бегущей волны (ЛБВ) — электровакуумный прибор, в котором для генерирования и/или усиления электромагнитных колебаний СВЧ используется взаимодействие бегущей электромагнитной волны и электронного потока, движущихся в одном направлении (в отличие от лампы обратной волны (ЛОВ)).

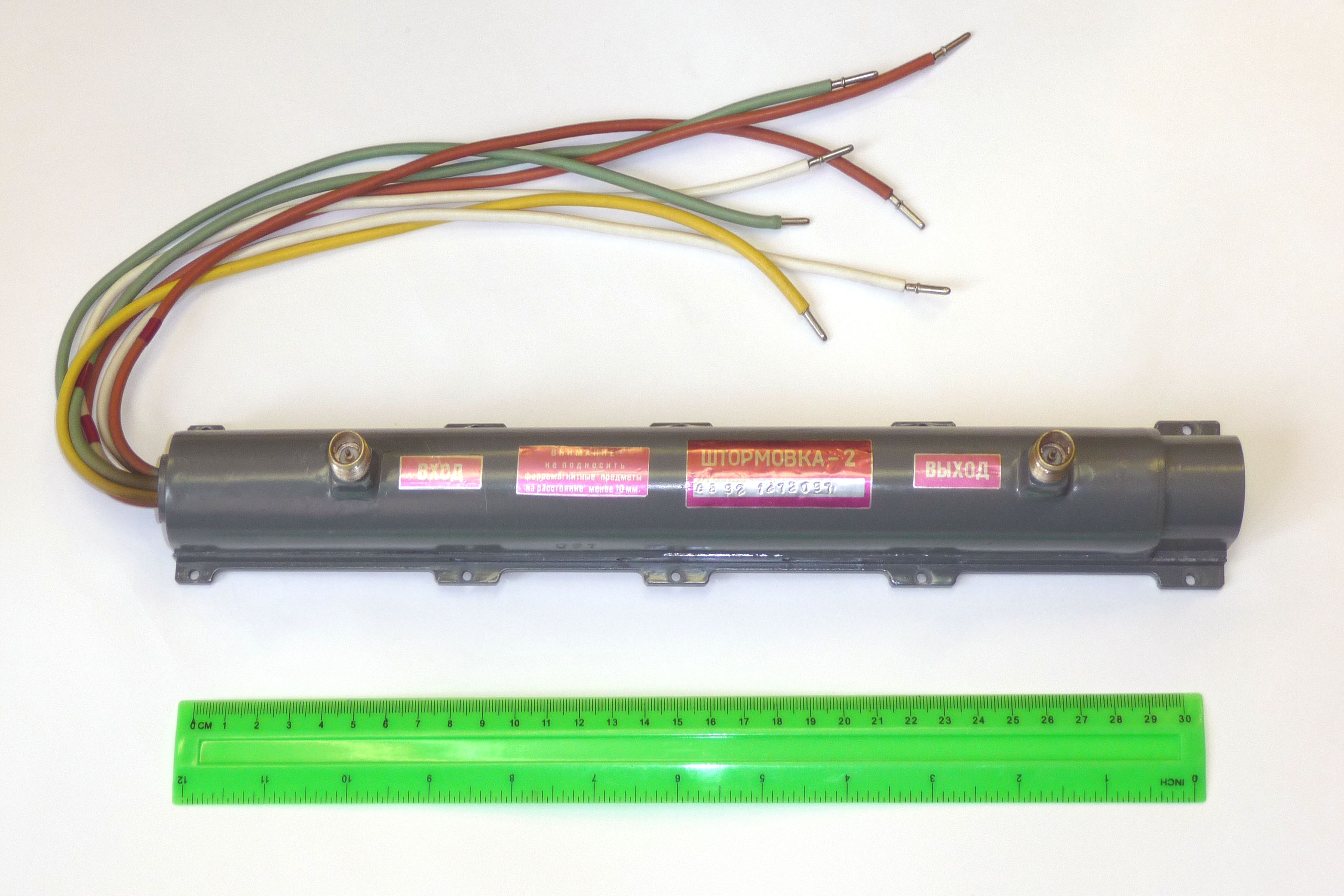
Лампа бегущей волны «Штормовка» (главный конструктор Ю. П. Мякиньков). 1980-е годы. Применялась в первых коммуникационных спутниках серии «Горизонт».

## Введение
Лампа бегущей волны была впервые создана Рудольфом Компфнером (Rudolf Kompfner) в 1943 году (по другим сведениям в 1944).
Лампы бегущей волны подразделяются на два класса: ЛБВ типа О и ЛБВ типа М.
В приборах типа О происходит преобразование кинетической энергии электронов в энергию СВЧ поля в результате торможения электронов этим полем. Магнитное поле в таких лампах направлено вдоль направления распространения пучка и служит лишь для фокусировки последнего.
В приборах типа М в энергию СВЧ поля переходит потенциальная энергия электронов, смещающихся в результате многократного торможения и разгона от катода к аноду. Средняя кинетическая энергия при этом остается постоянной. Магнитное поле в таких приборах направлено перпендикулярно направлению распространения пучка.

## ЛБВ типа О

### Устройство и принцип действия

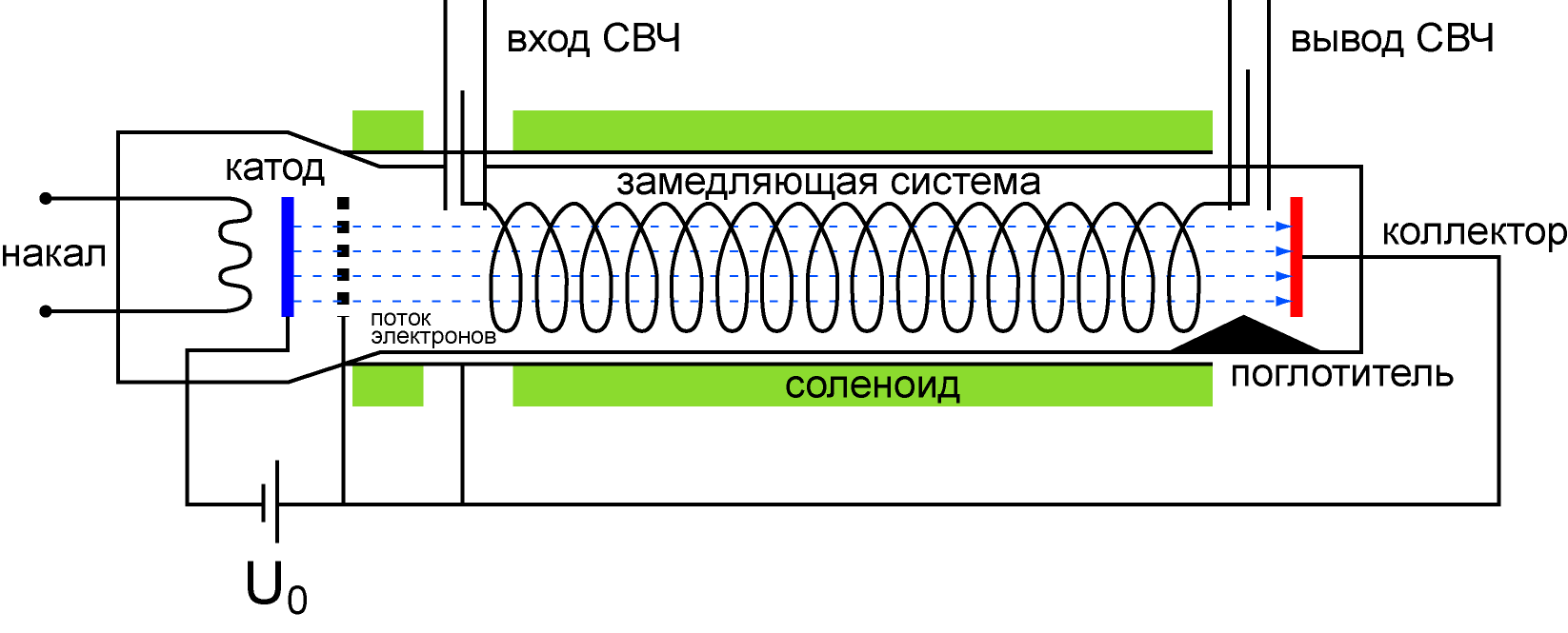
Устройство ЛБВ типа О

Принцип действия ламп бегущей волны (ЛБВ) основан на механизме длительного взаимодействия электронного потока с полем бегущей электромагнитной волны. На рисунке схематично представлено устройство ЛБВ. Электронная пушка формирует электронный пучок с определенным сечением и интенсивностью. Скорость электронов определяется ускоряющим напряжением. С помощью фокусирующей системы, создающей продольное магнитное поле, обеспечивается необходимое поперечное сечение пучка на всём пути вдоль замедляющей системы. В ЛБВ электронная пушка, спиральная замедляющая система и коллектор размещаются в металлостеклянном или металлическом баллоне, а фокусирующий соленоид располагается снаружи. Спираль крепится между диэлектрическими стержнями, которые должны обладать малыми потерями на СВЧ и хорошей теплопроводностью. Последнее требование важно для ламп средней и большой выходной мощности, когда спираль нагревается из-за оседания электронов и нужно отводить это тепло, чтобы не было прогорания спирали.
На входе и выходе замедляющей системы есть специальные устройства для согласования её с линиями передачи. Последние могут быть либо волноводными, либо коаксиальными. На вход поступает СВЧ сигнал, который усиливается в приборе и с выхода передается в нагрузку.
Трудно получить хорошее согласование во всей полосе усиления лампы. Поэтому есть опасность возникновения внутренней обратной связи из-за отражения электромагнитной волны на концах замедляющей системы, при этом ЛБВ может перестать выполнять свои функции усилителя. Для устранения самовозбуждения вводится поглотитель, который может быть выполнен в виде стержня из поглощающей керамики или в виде поглощающих плёнок.

### Параметры и характеристики

#### Параметр усиления
Параметр усиления — безразмерный коэффициент:
{\displaystyle C={\sqrt[{3}]{\frac {R_{CB}I_{0}}{4U_{0}}}}}, где {\displaystyle R_{CB}} — сопротивление связи, {\displaystyle I_{0}} — ток катода и {\displaystyle U_{0}} — потенциал последнего анода электронной пушки ЛБВ.
Значения С составляют ~0,1—0,01.

#### Коэффициент усиления
Коэффициент усиления ЛБВ в линейном режиме прямо пропорционален параметру C.
Реально достижимое значение коэффициента усиления ЛБВО средней и большой мощности составляет 25-40 дБ, то есть несколько ниже, чем у многорезонаторных клистронов (60 дБ). В маломощных ЛБВО коэффициент усиления может достигать 60 дБ.

#### Диапазон частот
Особенно ценным свойством ЛБВ является их широкополосность. Коэффициент усиления ЛБВ при неизменном ускоряющем напряжении может оставаться почти неизменным в широкой полосе частот 20-50 % от средней частоты. В этом отношении ЛБВ значительно превосходят усилительные клистроны, которые могут обеспечивать весьма высокое усиление, но имеют значительно более узкую полосу частот.

#### Выходная мощность
В зависимости от назначения ЛБВ выпускаются на выходные мощности от долей мВт (входные маломощные и малошумящие ЛБВ в усилителях СВЧ) до десятков кВт (выходные мощные ЛБВ в передающих устройствах СВЧ) в непрерывном режиме и до нескольких МВт в импульсном режиме работы.
В ЛБВО малой и средней мощности применяют спиральные замедляющие системы, в мощных ЛБВО — цепочки связанных резонаторов.

#### КПД
Электроны, пролетая сквозь замедляющую систему, отдают часть своей кинетической энергии СВЧ полю, что приводит к уменьшению скорости электронов. Но при этом нарушается условие фазового синхронизма Ve ≅ Vф. Отсюда вытекает основное ограничение КПД ЛБВО, связанное с невозможностью отдачи всей кинетической энергии электронов СВЧ полю: электронные сгустки смещаются из области тормозящего поля в область ускоряющего.
Нижний предел скорости электронов определяется фазовой скоростью замедленной волны. Поэтому величина КПД должна быть тем больше, чем значительнее превышение начальной скорости электронов над фазовой скоростью волны в замедляющей системе. Однако при увеличении рассинхронизма ухудшается группирование на входном участке замедляющей системы и резко уменьшается коэффициент усиления. Таким образом, требования максимального КПД и высокого коэффициента усиления в ЛБВО оказываются противоречивыми.
Реальная величина КПД у ЛБВО составляет 30—40 %.

### Применение
Маломощные ЛБВО применяются во входных усилителях, средней мощности — в промежуточных усилителях, большой — в выходных усилителях мощности СВЧ колебаний.

## ЛБВ типа М

### Отличие от ЛБВ типа О
В ЛБВ типа М, в отличие от ЛБВО, существуют две существенные особенности:
1. наиболее благоприятное взаимодействие электронов с бегущей волной и передача энергии от электронов к полю происходят при точном равенстве средней скорости электронов и фазовой скорости волны (Ve = Vф). Напротив, для передачи энергии от электронов к полю в ЛБВ типа О требуется, чтобы электроны двигались чуть быстрее.
2. в ЛБВО электроны отдают полю только избыточную кинетическую энергию, соответствующую разности скоростей электронов и волны. КПД ограничен допустимой разностью этих скоростей. Энергия, передаваемая полю, берется от источника ускоряющего напряжения {\displaystyle U_{0}}. В ЛБВМ же кинетическая энергия электронов не меняется, а полю передается потенциальная энергия электронов.

### Устройство и принцип действия

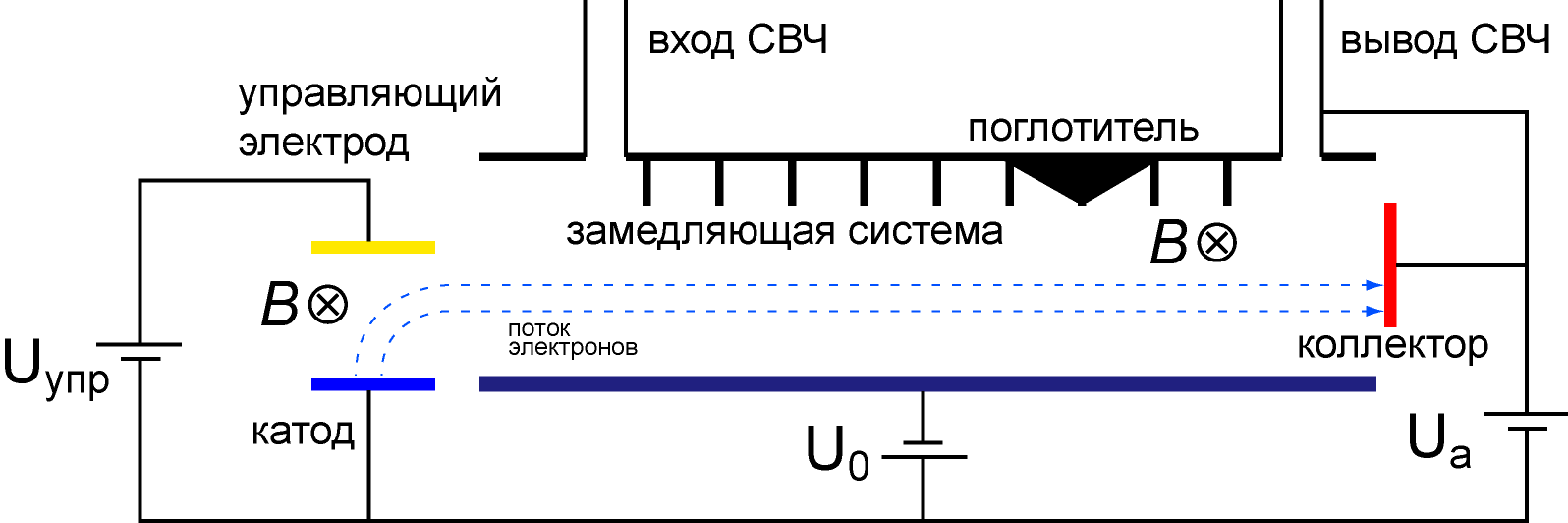
Схема ЛБВ типа М с инжектированным потоком

Лампа имеет две основные части: инжектирующее устройство и пространство взаимодействия.
Инжектирующее устройство, состоящее из подогреваемого катода и управляющего электрода, обеспечивает создание ленточного электронного потока и ввод его в пространство взаимодействия.
Пространство взаимодействия, состоящее из волноводного входа, поглотителя, замедляющей системы-анода, волноводного выхода, коллектора и холодного катода, обеспечивает взаимодействие электронов с СВЧ полем. Для создания такого взаимодействия необходимо выполнение условия
{\displaystyle V_{0}={\frac {E_{0}}{B}}}, где {\displaystyle V_{0}} — начальная скорость потока на входе в пространство взаимодействия, {\displaystyle {\frac {E_{0}}{B}}} — скорость поступательного движения в скрещённых электрическом ({\displaystyle E_{0}}) и магнитном полях ({\displaystyle B}).
При выполнении данного условия электроны, в отсутствие СВЧ поля, прямолинейно движутся к коллектору.
Поскольку начальная скорость потока определяется соотношением
{\displaystyle V_{0}={\frac {E_{control}}{B}}}, то описанное выше условие сводится к
{\displaystyle E_{0}=2E_{control}}
Параметры прибора выбирают таким образом, чтобы при появлении на входе замедляющей системы СВЧ сигнала на одной из его пространственных гармоник выполнялось условие фазового синхронизма приборов
типа М (V0 = Vф). В этом случае в тормозящих полупериодах электрического поля этой гармоники будет происходить увеличение энергии СВЧ сигнала за счет уменьшения потенциальной энергии электронов. Усиленный СВЧ сигнал поступает на выход замедляющей системы, а электроны оседают на коллекторе.
Лампа бегущей волны типа М, также, как и лампа бегущей волны типа О, является широкополосным усилителем, и поэтому в ней возможно самовозбуждение за счет отражения усиливаемого сигнала от выхода замедляющей системы. Для предотвращения самовозбуждения применяется поглотитель.

### Параметры и характеристики

#### Коэффициент усиления

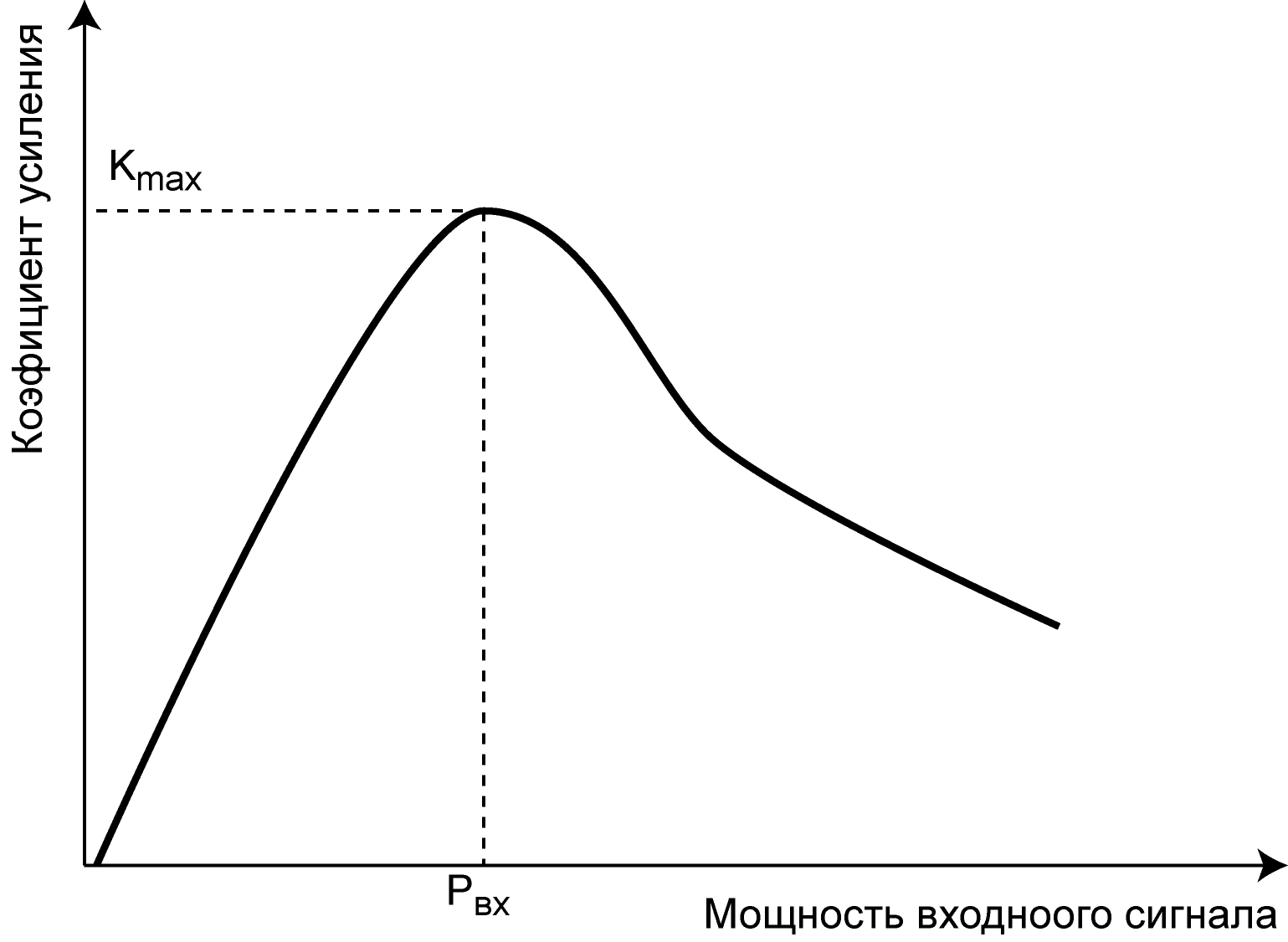
Зависимость коэффициента усиления ЛБВМ от мощности входного сигнала.

Характерный вид зависимости коэффициента усиления от входной мощности показаны на рисунке. При малых уровнях входного сигнала амплитуда колебаний на выходе ЛБВМ и величина коэффициента усиления возрастают прямо пропорционально величине входного сигнала. Связь соблюдается до тех пор, пока электроны не начнут попадать вместо коллектора на анод в конце замедляющей системы. В этом случае замедляется рост выходной мощности и коэффициент усиления ЛБВМ уменьшается.
Коэффициент усиления в реальных лампах бегущей волны типа М достигает 10 дБ и более.

#### Диапазон частот
Полоса рабочих частот в усилителях на ЛБВМ достигает 30 % от средней рабочей частоты и определяется дисперсионной характеристикой замедляющей системы.

#### Выходная мощность
Выходная мощность ЛБВМ в непрерывном режиме достигает нескольких киловатт, в импульсном — нескольких мегаватт.

#### КПД
КПД усилителя на ЛБВМ можно оценить исходя из того, что максимальная потенциальная энергия, которую электрон может передать СВЧ полю
{\displaystyle E_{pot}=eU_{0}},
Кинетическая энергия электрона, которая не отдается СВЧ полю:
{\displaystyle E_{kin}={\frac {mv_{e}^{2}}{2}}={\frac {mE_{0}^{2}/B^{2}}{2}}}
В реальных приборах его величина КПД не превышает 70 %.

## Создание ЛБВ в СССР
Первая отечественная ЛБВ типа УВ-1 была создана в НИИ-5 Главного артиллерийского управления МО СССР (ныне ОАО Московский НИИ приборной автоматики (МНИИПА)). Непосредственным исполнителем работ по УВ-1 был А. В. Иевский; активное участие принимали М. Ф. Стельмах и М. А. Брук. Лампа УВ-1 и ее последующие модификации, работавшие в усилительном режиме, отличались малым фактором шума, что в то время было выдающимся достижением. Достигнуто это было разработкой специальной малошумящей электронной пушки. До этого во всех ЛБВ применялись, имевшие высокий уровень собственных шумов, так называемые «пушки Пирса». Анод этой пушки был соединен со спиралью, что не позволяло раздельно регулировать напряжение на аноде, от которого сильно зависели шумы, и напряжение на спирали, которое подбиралось из необходимости выполнения условий синхронизма между медленной волной пространственного заряда в электронном пучке и волной поля в спирали. М. А. Бруком были разработаны специальные оксидные катоды, имевшие высокую степень однородности эмиссии электронов с поверхности катода. В пушку был введен второй анод, что позволило проводить раздельную регулировку напряжения. Фактор шума ЛБВ был снижен почти на порядок.

## Современные производители ЛБВ
- Европейский союз — Thales Group[2]
- США — Stellant Systems[англ.][3]
- США — CPI International[англ.][4]
- Великобритания — Teledyne e2v[англ.][5]
- Великобритания — TMD Technologies[6]
- Израиль — Israel Aerospace Industries
- Япония — Net Comsec Co Ltd
- Индия — Grow Controls
- Россия — ОАО «Плутон»
- Россия — НПП «Исток»
- Россия — НПП «Алмаз»
- Китай — Beijing BOE Vacuum Technology Co., Ltd[7]